# Montcalm (croiseur)
Pour les autres navires du même nom, voir Montcalm (navire).
Le Montcalm est un croiseur léger de la Marine nationale française qui combattit pendant la Seconde Guerre mondiale. Nommé en l'honneur du lieutenant-général Montcalm (1712-1759), il est lancé en 1935 et fait partie de la classe La Galissonnière.

## Histoire
Il entre en service en 1937 et affecté à la flotte de l'Atlantique. Il participe à la protection de convois au début de la Seconde Guerre mondiale puis soutient les troupes alliées combattant en Norvège, ce qui lui vaut sa première croix de guerre. Il est affecté à Alger en mai 1940. 
Le Montcalm rejoint Toulon après l'attaque britannique de Mers-el-Kebir (où il n'était pas) en juillet 1940. Dans le cadre de l'armée de Vichy, il se joint à la force Y mise en place pour rétablir l'ordre vichyste en Afrique équatoriale, puis Dakar pour participer à la défense du Sénégal et de l'Afrique occidentale française (A.O.F.). En septembre 1940, il participe avec les forces vichystes à la bataille de Dakar contre la Royal Navy et les forces navales françaises libres. À ce titre, le gouvernement de Vichy lui remet une seconde croix de guerre.  
Après le débarquement allié en Afrique du Nord et la signature des accords entre Darlan et Eisenhower en novembre 1942, le Montcalm part aux États-Unis pour un grand carénage et une modernisation de son équipement. Il est en partie réarmé avec six mitrailleuses bitube de 13,2 mm, six pièces de quatre canons anti-aérien de 40 mm Bofors Mk 1/2 et seize canons de 20 mm Oerlikon Mk 4. Il est également équipé d'une catapulte pour hydravions, de radars SA et SF et sa vitesse est portée à plus de 32 nœuds.
Revenu en Méditerranée en août 1943, il participe à la libération de la Corse. Il part ensuite en Angleterre et en juin 1944 soutient le débarquement en Normandie, face à Omaha Beach, avant de repartir en Méditerranée pour participer au débarquement en Provence. Il soutient la libération de Toulon. Le GPRF le récompense alors avec une troisième croix de guerre. Le Montcalm devient alors la seule unité médaillée par les trois gouvernements français de la Seconde Guerre mondiale[réf. nécessaire]. Entre fin 1944 et la fin de la guerre en Europe, il reste en Méditerranée, intervenant en appui feu sur les côtes nord de l'Italie. 
Par le décret du 6 août 1946, son commandement est confié au capitaine de vaisseau René Châtellier, qui dure du 5 septembre 1946 au 6 mars 1948. Durant ce commandement, il rapatrie l’or de la Banque de France mis en dépôt à la Martinique en 1940. Il rapatrie également les troupes de Madagascar et de La Réunion, puis procède à l’évacuation des dernières troupes du Liban[réf. nécessaire].
En 1959, il arrête sa navigation et sert comme ponton école jusqu'en 1969, année où il est envoyé à la casse.